# Smarty
Smarty ist eine freie (unter der LGPL veröffentlichte) Template-Engine, die als PHP-Bibliothek vorliegt. Sie wurde mit dem Ziel entworfen, bei der Entwicklung von Webapplikationen die Trennung von Code und Ausgabe zu ermöglichen. Die Ausgabe erfolgt meist in HTML, möglich ist aber jedes textbasierte Dateiformat, zum Beispiel auch XML.

## Konzept
Der Hersteller bezeichnet Smarty als „Template/Presentation Framework“. Es soll umfangreiche Hilfsmittel zum Lösen vieler Probleme im Umfeld der „Präsentationsschicht“ (XHTML-Ausgabe) von Web-Applikationen zur Verfügung stellen. Mit diesem Konzept erweiterte Smarty wie viele andere Hersteller auch die Funktionen eines regulären Template-Engine-Systems.
Die Entwickler von Smarty gehen im Grundsatz davon aus, dass das reine Layout einer Webapplikation von einem „Template-Designer“ entworfen und in HTML (als Template) umgesetzt wird, während die eigentlichen Prozesse und Datenverarbeitungsroutinen von einem Programmierer in PHP entwickelt werden. Es erscheint deshalb sinnvoll, diese beiden Komponenten bereits im Entwicklungsprozess zu trennen. Zu diesem Zweck wird die Entwicklung aufgeteilt in Anwendungslogik verarbeitende PHP-Dateien, sowie in Templates, die das Grundgerüst der Ausgabe beinhalten und in einem eigenen Format vorliegen. Bei diesen Template-Dateien handelt es sich im Wesentlichen um HTML-Dateien mit mehr- oder weniger komplexen Platzhaltern, die später durch dynamische Inhalte ersetzt werden.
Um in den Templates eine gewisse Steuerbarkeit zu ermöglichen, erkennt Smarty neben den Templatevariablen einige einfache Steuerbefehle, die an die PHP-Syntax angelehnt wurden und die Formulierung von Bedingungen (if) oder Schleifen (foreach) erlauben.
Smarty wurde für den professionellen Einsatz optimiert und enthält eine Art Compiler, der die Ausgabe der Smarty-Templates vorbereitet und in einem Cache speichert. Dadurch wird die Ausgabe beschleunigt.
Als quelloffene Programmbibliothek kann Smarty beliebig erweitert und angepasst werden.

## Syntax
Smarty lässt sich in PHP folgendermaßen einbinden:
```
<?php

require_once
(
'/smarty/libs/Smarty.class.php'
);

$my_smarty
 
=
 
new
 
Smarty
();

$my_smarty
->
security
        
=
 
true
;

$my_smarty
->
secure_dir
      
=
 
'/templates'
;

$my_smarty
->
compile_dir
     
=
 
'/smarty_cache'
;

$my_smarty
->
left_delimiter
  
=
 
'{..'
;

$my_smarty
->
right_delimiter
 
=
 
'..}'
;

$my_smarty
->
debugging
       
=
 
false
;

?>

```

Nachdem ein Objekt angelegt wurde, müssen die Verzeichnisse für die Templates und den Cache angegeben werden. Der Code, der an die Templates übergeben werden soll, muss zuvor registriert werden:
```
<?php

$my_smarty
->
assign
(
'name'
,
 
$name
);

$my_smarty
->
assign
(
'first_name'
,
 
$first_name
);

?>

```

Die Smarty-Templates selbst sind einfache XHTML-Dateien, die an den gewünschten Stellen die Smarty-Variablen und ggfs. Smarty-Steuerungscode (insbesondere Schleifenlogik) enthalten können.
Das folgende Beispiel demonstriert ein Smarty-Template ohne Steuerungslogik. Die Standardbegrenzer für Smarty sind { und }. Es hatte sich zunächst in der Praxis als empfehlenswert herausgestellt, andere Begrenzer zu verwenden (siehe erstes PHP-Beispiel), da die geschweiften Klammern mit evtl. eingebettetem JavaScript kollidieren könnten.
```
Name: {.. $name ..}
Vorname: {.. $first_name ..}

```

Dieses Problem lässt sich jedoch umgehen, indem das JavaScript mit {literal}-Tags maskiert wird, oder Schweifklammern im JavaScript mit Leerzeichen umgeben werden.

## Geschichte
Mit der Intention, eine vereinfachte Form von PHP für Designer zu erschaffen, erstellten die Entwickler Monte Orth und Andrei Zmievski 1999 die Spezifikation für eine Template-Engine, welche anschließend in der Hoffnung, dass sie Eingang in PHP finden würde, in C programmiert wurde. Das Projekt wurde jedoch nicht in den PHP-Kern integriert. Grund dafür waren technische Schwierigkeiten, eine unklare Spezifikation über den Leistungsumfang sowie die Tatsache, dass im PHP-Kern selbst eine alternative Syntax für Templates integriert wurde.
Durch die Ablehnung des Projekts entstand die Klasse SmartTemplate, bei der zum Parsen reguläre Ausdrücke verwendet wurden. Diese wurde jedoch nie veröffentlicht. Da der Inhalt einer Seite bei jedem Aufruf geparst werden musste, entstand ein großer Overhead. Um diesen Effekt zu vermindern, wurde Smarty mit der Erstveröffentlichung am 18. Januar 2001 um eine Vorkompilierung der Dateien (Caching) ergänzt.
Viele bekannte Produkte setzen auf Smarty, etwa das Weblog Serendipity oder die Shopsysteme Shopware und JTL. Andere Projekte haben Smarty mittlerweile durch anderweitige Template-Engines ersetzt, beispielsweise migrierte das Framework Zikula auf Twig. Wieder andere Projekte entwarfen eigene, von Smarty inspirierte Templatesprachen, wie die ehemals im Web sehr weit verbreitete Forensoftware WoltLab Burning Board.
Am 25. März 2024 wurde die Version Smarty 5.0 veröffentlicht, in der PHP Funktionen nicht mehr automatisch benutzt werden können.